# Булашовское сельское поселение
Булашовское се́льское поселе́ние — муниципальное образование в Тобольском районе Тюменской области Российской Федерации.
Административный центр — село Булашово.

## История
Статус и границы сельского поселения установлены Законом Тюменской области от 5 ноября 2004 года № 263 «Об установлении границ муниципальных образований Тюменской области и наделении их статусом муниципального района, городского округа и сельского поселения».

## Население
| 2010 | 2011 | 2012 | 2013 | 2014 | 2015 | 2016 |
| ---- | ---- | ---- | ---- | ---- | ---- | ---- |
| 641  | ↘639 | ↘631 | ↘608 | ↘595 | ↘588 | ↗594 |
| 2017 | 2018 | 2019 | 2020 | 2021 |      |      |
| →594 | ↗602 | ↘597 | ↘595 | ↗635 |      |      |

## Состав сельского поселения
| № | Населённый пункт | Тип населённого пункта       | Население |
| - | ---------------- | ---------------------------- | --------- |
| 1 | Булашово         | село, административный центр | 540       |
| 2 | Нерда            | деревня                      | 17        |
| 3 | Нижнерепина      | деревня                      | 8         |
| 4 | Редькина         | деревня                      | 45        |
| 5 | Чушумова         | деревня                      | 31        |